# Alessandro Puccini
Alessandro Puccini (n. 28 august 1968, Cascina, Toscana, Italia) este un fost scrimer italian specializat pe floretă, campion olimpic la Atlanta 1996, dublu campion mondial pe echipe în 1990 și în 1994 și campion european pe echipe în 1999.

## Carieră
Fratele său mai mare, Marco, era în aceeași clasă cu fiul maestrului de scrimă Antonio Di Ciolo, care l-a convins să se apuce de acest sport. La vârsta de șase ani, Alessandro a urmat exemplul lui Marco, împreună cu sora sa Simona. În paralel a jucat fotbal până la adolescența, când a trebuit să aleagă între cele două sporturi.
În anul 1988 a cucerit medalia de bronz la Campionatul Mondial pentru juniori de la South Bend. În anul următor s-a legitimat la Centrul Sportiv Carabinieri și în anul 1990 s-a alăturat echipei naționale de seniori, cu care a devenit campion mondial pe echipe la Lyon. A participat la Jocurile Olimpice din 1992 de la Barcelona numai cu echipa, care s-a clasat pe locul 6. A cucerit medalia de argint la individual la Campionatul Mondial din 1994 de la Atena, după ce a fost învins în finală de cubanezul Rolando Tucker.
La Jocurile Olimpice din 1996 de la Atlanta s-a calificat și la individual. Fiind introvert și lipsind de competitivitate, fusese consiliat de un psiholog și a folosit casete audio pentru a se motiva înainte de asalturile. A ajuns în sferturile de finală, unde l-a învins la limită pe sud-coreeanul Kim Young-ho. Apoi a trecut de francezii Franck Boidin și Lionel Plumenail pentru a cuceri titlul olimpic. După Jocurile Olimpice și-a luat un an de pauză. S-a întors pe planșă la Campionatul Mondial din 1997 de la Cape Town, unde a cucerit medalia de bronz pe echipe. În 1999 a devenit campion european, și pe echipe.
După ce s-a retras din activitate competiționale a rămas în afara sportului timp de mail multe ani, apoi a devenit antrenor la clubul de scrimă AS „Oreste Puliti” din Lucca. În 2011 s-a întors la Pisa pentru a lucra în clubul care l-a format.

## Legături externe
- en Alessandro Puccini la Olympedia.org